# Tarpon II
Tarpon II är en 10mR segelbåt byggd på Anker & Jensens varv i Norge. Båten är en av de första båten byggd enligt R-mätningsregeln i Norden. Båtens beställare och ursprungliga ägare var industrimannen och statsrådet Leonid A. Nagornoff från St. Petersburg. Nagornoff lät bygga båten inför OS i Stockholm 1912. Tarpon deltog inte i OS, men Nagornoff vann Kaiser Wilhelm-priset på Kielerwoche samma år. Följande år fortsatte Tarpon att vinna på regattor i England.
Efter första världskriget flyttade Nagornoff till Helsingfors för att undkomma den ryska revolutionen. Nagornoff och Tarpon II var en välbekant syn på somrarna i Finland och han nämns i NJK som en representant för Imperial Yacht Club of St. Petersburg. Vid ankomsten till Finland registrerades Tarpon II hos den välbekanta NJK, under vars flagg Tarpon II fortsatte att segla. Sommaren 1930 seglade Nagornoff ända till Holland, där han tilldelades NJK:s Stora Seglartecknet. Allt som allt seglade Nagornoff på Tarpon 178 000 sjömil, under sin sista seglingssommar 1955 var Nagornoff över nittio år gammal. Tarpon II:s hemmahamn i över 50 år var HSS, där Nagornoff också var medlem. Nagornoff dog 1963.
Båten är byggd av Anker & Jensen i Norge. Dess segelnummer är L 3 och den används fortfarande. Skrovet är byggt i Honduras mahogny, spanten är gjorda av ek och däcket är gjord av Oregon pine. Den sista kända hemmahamnen är Blommeholm i Oslo. 

## Ägare
- 1912: Leonid A. Nagornoff St. Petersburg / NJK, HSS Helsingfors, ESS Tammisaari
- 1958: Otto Wetterhof HSS Helsingfors
- 1962: Kurt & Thor Dahl HSS Helsingfors
- 1998: Linda Rui / Håkon Honningsvåg B.A
- 2008: Marius Borg